# Egejska umjetnost
Egejska umjetnost je umjetnost Egejske kulture koja je zajednička civilizaciji Ciklada, Minojskoj (Kretskoj) i Helenskoj (Mikenskoj) civilizaciji koje su cvale u širem području Egejskog mora oko 2200 – 1200 pr. Kr. Preteča kulture stare Grčke. 

## Osobitosti
Višak zemljoradničkih proizvoda kao pronalazak pluga, kotača, lončarskog kola, jedrilice, kalendara, pisma, omogućio je da se određeni broj ljudi udruži u veća naselja iz kojih su nastali gradovi. Urbana revolucija koja se dogodila u pojedinim dijelovima Mediterana, stvorila je prve poznate civilizacije (Egipat, Mezopotamija, Grčka). Dok je cvala egipatska i mezopotamijska kultura na području rijeke Nila, odnosno u međurječju Eufrata i Tigrisa, u isto vrijeme cvala je egejska kultura na otoku Kreti i na Peloponezu. 
U umjetnosti Mezopotamije i Egipta umjetnici su uvijek pod bliskom paskom bogova ili bogolikih kraljeva; obični ljudi se pojavljuju samo usputno kao umanjene figure ili "ukrasi" u grobnicama. Prva civilizirana umjetnost u kojoj je sam čovjek u središtu pozornosti javila se u istočnom Mediteranu, na otoku Kreti i kasnije na tlu Grčke (Egejski kulturni krug).

## Cikladska umjetnost
Na malenoj skupini otoka u Egejskom moru, znanoj kao Cikladsko otočje, razvila se dojmljiva umjetnost brončanog doba. Narod s Ciklada je u razdoblju od 2600. – 1100. pr. Kr. ostavio vrlo malo tragova, uglavnom stvari koje su sahranjivali s mrtvima u skromnim kamenim grobovima.  Ljudske figurice od mramora (veličina od 15 do 150 cm) bile su ekstremno plosnate i geometrijski oblikovane. Danas su poznate kao "Cikladski idoli" (grčki eidolon = prikaz) jer su služili kao predmeti obožavanja. Najvjerojatnije su nošeni u procesijama jer su njihovi donji dijelovi napravljeni tako da se nisu mogli staviti da samostalno stoje uspravno.
To su uglavnom idoli koji većinom predstavljaju nagu žensku figuru u stojećem stavu, ruku prekriženih na prsima, za koju se pretpostavlja da je bila mati i božica plodnosti. Imale su plosnat, klinast oblik i stupast vrat. Zanimljivo je da ove figure nemaju lica, osim nosa, ali da su naglašene prsa, koljena i trbuh. Figure su u zapravo suptilno elegantne i profinjenje s nježnim obrisima oblina. Cikladski kipari II. tisućljeća pr. Kr. stvorili su prve ženske aktove u stvarnoj veličini, više stotina godina prije drugih naroda.
Ove figure su iznimno apstrahirane (pojednostavljene forme) i po tome jako slična modernom kiparstvu 20. stoljeća.

## Kretska umjetnost
Vladari iz Knosa u 16. st. pr. Kr. ujedinili su plemena Krećana u samostalnu oblast. Živjeli su mirno, bez straha od neprijatelja jer su imali dobro državno uređenje i jaku mornaricu. Nisu gradili hramove nego su žrtve božanstvima prinosili pod vedrim nebom, ili negdje u pećini. Gradove i naselja nisu opkoljavali sa zidinama. 
Minojci su imali karakterističnu asimetričnu, ali geometrijsku osnovu gradova, zanimljivo zidno slikarstvo i bogatu keramiku. Za kretsku arhitekturu najznačajnije su njihove palače, osobito u Knossosu koju je otkrio Arthur Evans. Palača je veličanstvena, dijelom podzemna, dijelom nadzemna gradevina. Nije bila opkoljena zidom. Ima oko 200 prostorija poredanih oko centralnog dvorišta. U nacrtu nema logičnog rasporeda ni harmoničnosti. Zato ime palače - Labirint (od labrys = sjekira, jer je u njoj na zidovima naslikano mnoštvo sjekira) je postalo sinonim za zamršenu zgradu u kojoj se čovjek ne može snaći ili se može lako izgubiti. Kretanje je dosta zamršeno, uvijek određeno pravim kutom. Palača je imala mnoštvo zgrada koje su građene u više razina povezivanih stepenicama. Rasporedom prostorija, nizom trijemova i stepenica unutrašnji se prostori otvaraju i međusobno povezuju. Stepenište je podignuto na kretskim stupovima (u podnožju uži, pri vrhu širi) i na kružnim arhitravima, vodoravnim kamenim gredama (obojanim u crvenu boju). Zidove su pri dnu oblagali alabastrom i mramorom, a iznad toga oslikavali su ih fresko slikama. Osobito su im bili omiljeni prizori koji su prikazivali borbu s bikovima gdje su mladići i djevojke morali dočekati bika koji bi jurio prema njima, morali su se uhvatiti za rogove i prebaciti se preko bika tako da ih na suprotnoj strani dočekaju drugi igrači. Bilo je mnogo prizora iz lova kao i mnogo oslikane biljne, životinjske ili geometrijske ornamentike. Dvorane, tako ukrašene, izgledale se blistave od živih boja. Kako je u palači bila provedena kanalizacija, u dvoranama su imali kupatila i tekuću vodu. Postojale su i dvorane za borilačke vještine i sportske aktivnosti.
Kretski umjetnik volio je prirodu, ali mu je mnogo više stalo da prikaže pokret nego prirodni oblik nekog čovjeka ili neke životinje. Više je uživao u boji nego u crtežu. Od kretskog umjetnika, osim arhitekture, to jest gradnje palače, i slikarskog ukrašavanja zidova, ostalo je i mnoštvo sitnijih kiparskih likova boginja, ukrasnih nakita, pečata, lijepo oblikovanog posuđa... Medu lončarska umijeća, oblikovanje u glini ili ilovači, osobito su poznate kamarske vaze koje su bile oslikane biljnom ili geometrijskom ornamentikom.

## Mikenska umjetnost
Mikenska se kultura pojavila oko 2000. godine pr. Kr. ali je procvat doživjela kad je kretska kultura počela opadati. Okupljeni oko glavnog grada Mikene, stanovnici ovog područja Egejskog mora živjeli su u težim uvjetima od Krećana. Da bi se zaštitili od navale neprijatelja, svoje gradove gradili su na brežuljcima i opkoljavali su ih gorostasnim zidovima od golemog klesanog kamenja kojega nisu povezivali malterom nego gradili suhozidine (npr. Tirint). Kasnije su Grci ove zidine nazvali kiklopskim zidinama jer su smatrali da ih čovjek nije mogao sagraditi. Iako su gradovi utvrđeni ogromnim suhozidinama, u njima se ipak susrece udobnost stanovanja, ali manje nego u Krećana.
U mikenskoj kulturi, odnosno u utvrđenom gradu u centralnoj palači susrećemo jednu građevinsku novost koja se nije pojavila u Krećana. Mikenci su usred grada, odnosno na vrhu brežuljka na kojemu je grad sagrađen, podigli megaron. To je bila pravokutna prostorija s ognjištem u sredini. Sastojao se trijema s dva stupa, predvorja i prostora u kojemu je stajalo otvoreno ognjište okruženo stupovima. Iz megarona se kasnije razvija grčki hram. Uz suhozidine kojima su opkoljavali svoje gradove u kojima je najvažnija građevina bila centralna palača s megaronom, mikenska je kultura ostavila značajan trag i u grobnicama. U gradu Mikeni, na zapadnom dijelu, nalazila se kružna nekropola, grad mrtvih. Grobnice bi obično bile uzidane ili usječene u brijeg. Građene su u obliku zašiljene kupole, visoke i široke do 14 m. Zapravo kupola je lažna jer se redovi kamena postepeno ispuštaju u unutrašnji prostor i tako tvore samo zakrivljeni zid. Kružni, jedinstveni, statični, zatvoreni prostor dobivao je svjetlost samo kroz ulaz. U grobnicu se ulazilo posebnim dugim hodnikom. Na ulazu su bila visoka vrata iznad kojih je bio otvoren i lažni luk. Kada su ih kasniji istraživači, kao Heinrich Schliemann, pronašli, mislili su da su to riznice, a ne grobnice jer je u njima pronadeno mnoštvo vrijednih predmeta. Najpoznatija i najbogatija grobnica, koju je pronašao Schliemann i tako je nazvao, jest Atrejeva riznica u kojoj je nađena i zlatna Agamemnonova maska.
Mikenci su kao i Krećani oslikavali zidove s prizorima iz svakodnevnog života, osobito s prizorima lova. Tako je poznat prizor: Lov na vepra. Prizor ne može biti življi nego što jest, jer je jurnjava pasa za veprom prikazana tako vjerno. Druga slika: Žena s posudom u rukama, prikazuje ljubav Mikenaca, kao i Krećana, za lijepim bojama. To ne znači da u Mikenaca takoder nema zidova s biljnom, životinjskom ili geometrijskom ornamentikom. Mikenci su osim oslikavanja zidova radili i reljefe. Najpoznatiji reljef koji prikazuje dvije lavice nalazi se na glavnim ulaznim vratima grada Mikene. Vrata su sagrađena kao i zidine, od velikih i mnogokutih kamenih blokova, složenih bez vezivnog sredstva. Iznad nadvratnika nalazi se trokutni reljef s dvije lavice. Okrenute jedna prema drugoj, lavice prednje noge naslanjaju na žrtvenik na kojemu se nalazi sveti stup. Iako te lavice danas nemaju svojih glava - lica, jer su najvjerojatnije glave izradene od bronce, one svojom ljepotom i umjetničkom izradom djeluju veličanstveno. U Mikeni je, kao i na Kreti, došlo do izražaja lončarstvo, osobito u oslikanim vazama, iako malo slabije slikarske kvalitete nego na kretskim. Na vazama su prikazivali prizore iz svakodnevnog života, osobito bitke, borbena kola i konje, ratnike. Ljudsko tijelo prikazivano je stilizirano i pojednostavljeno.

## Poveznice
- Umjetnost stare Grčke
- Grčka mitologija

## Vanjske poveznice
- Goran strahija, Srce od kamena  Arhivirana inačica izvorne stranice od 30. rujna 2008. (Wayback Machine)